# Blaster (worm)
Blaster, MSBlast ou Lovesan foi um worm direcionado aos computadores executando o sistema operacional Windows que se espalhou pela Internet no ano de 2003. Sua programação direcionava um ataque de negação de serviço distribuído (DDoS) ao site de atualização do Microsoft Windows. Os computadores infectados apresentavam instabilidade no sistema que em geral provocava o encerramento do sistema por finalizar o processo de RPC do Windows. O worm utilizava uma falha neste serviço corrigida um mês antes para conseguir se replicar. O autor de uma das variantes deste worm foi identificado e preso pela polícia dos Estados Unidos, confessando sua culpa.